# لجامغير (مقاطعة دورة)
لجامغير (بالفارسية: لجامگیر) هي قرية تقع في Shurab Rural District في إيران. يقدر عدد سكانها بـ 81 نسمة .